# ボルゴ・サン・ダルマッツォ
ボルゴ・サン・ダルマッツォ（イタリア語: Borgo San Dalmazzo）は、イタリア共和国ピエモンテ州クーネオ県にある、人口約1万2000人の基礎自治体（コムーネ）。

## 地理

### 位置・広がり

#### 隣接コムーネ
隣接するコムーネは以下の通り。
- ボーヴェス
- クーネオ
- ガイオーラ
- モイオーラ
- ロッカスパルヴェーラ
- ロッカヴィオーネ
- ヴァルディエーリ
- ヴィニョーロ

## 行政

### 分離集落
ボルゴ・サン・ダルマッツォには、以下の分離集落（フラツィオーネ）がある。
- Beguda, Cascina Bruna, Cascina Fioretti, Borgo Nuovo/Gesù Lavoratore, Madonna Bruna (Aradolo-La Bruna), Sant'Antonio Aradolo, Tetto Albaretti, Tetto Turutun Sottano, Martinetto del Rame (Crocetta)

## 姉妹都市
- Breil-sur-Roya、フランス
- コンセプシオン・デ・ラ・ベガ、ドミニカ共和国
- Valdeblore、フランス